# Battle Stations (videogioco 1988)
Battle Stations, scritto Battlestations in copertina, è un videogioco sparatutto in prima persona pubblicato nel 1988 per Commodore 64 dall'editrice britannica Addictive Games. Si controlla una postazione contraerea fissa, in grado di ruotare a 360°, per difendere una nave dai velivoli nemici. Pubblicato a basso costo, fu generalmente considerato mediocre dalla critica.

## Modalità di gioco
Il punto di vista del giocatore è da sopra una nave da battaglia ferma in porto, che sta subendo un attacco aereo. Si controlla una postazione di artiglieria a due canne che può sparare illimitatamente tramite un mirino. La visuale in prima persona mostra un panorama di mare con isole vicine e nuvole, mentre non sono visibili la propria arma o altre parti della nave. La postazione può ruotare su sé stessa a 360° e inclinarsi su e giù, e la visuale di conseguenza scorre in orizzontale e in verticale.
Gli aerei nemici arrivano in formazioni da cinque da tutte le direzioni, puntando direttamente contro la nave, e se di una squadriglia riesce a passarne almeno uno senza essere abbattuto, la nave viene bombardata. Se si sopravvive ad abbastanza squadriglie si passa a nuovi livelli, tutti con lo stesso scenario, ma con nuovi tipi di nemici che si alternano ciclicamente: aerei che viaggiano anche in orizzontale, girando intorno alla nave, ed elicotteri che sganciano mine che possono essere distrutte in volo.
Sotto la visuale è disponibile un piccolo radar che mostra le posizioni dei nemici e l'attuale orientamento del proprio cannone. A fianco del radar c'è un'immagine della propria nave di profilo, dove compaiono i buchi delle esplosioni man mano che si viene colpiti. Quando si subiscono troppi colpi la partita termina, con una piccola animazione di omini che abbandonano l'immagine della nave tuffandosi.